# Acacia pentadenia
Acacia pentadenia — вид квіткових рослин з родини бобових. Ареал: Австралія (Західна Австралія).

## Середовище
A. pentadenia віддає перевагу піщаним або суглинним ґрунтам і зазвичай є частиною підліску в лісах каррі (Eucalyptus diversicolor) або лісах каррі-маррі (Corymbia calophylla), де може утворювати густі насадження.

## Біоморфологічна характеристика
Цей тонкий кущ або дерево зазвичай досягає висоти від 2 до 5 метрів й утворює густу крону вічнозеленого листя. Гілочки зазвичай голі та ребристі. Пероподібні філодії великі, складаються з двох-п’яти пар пер, довжина яких становить від 25 до 80 міліметрів. Пера складаються з 12–30 пар голих зелених часток у довжину лише 3–6 мм і вшир від 1 до 2,5 мм. Цвіте з липня по грудень і дає кремово-жовті квітки. Квітки тримаються в суцвіттях, які зазвичай містять від 15 до 25 квіток. Стручки мають довжину близько 60 мм і від 3 до 4 мм містять довгасте насіння. Рослини іноді називають котячим кущем через неприємний запах.

## Використання
Насіння рослини є комерційно доступним. Чагарник найкраще підходить для помірного клімату. Добре росте в захищених напівтінистих місцях на середніх і важких ґрунтах. Він вразливий і до посухи, і до морозів.